# Steen der wijzen

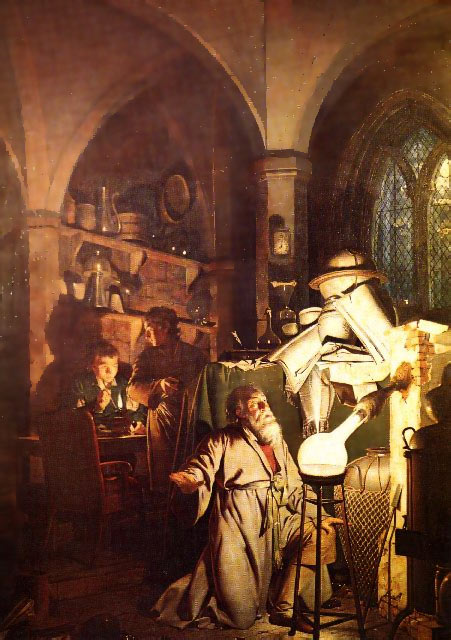
De alchemist op zoek naar steen der wijzen, door Joseph Wright in 1771

De steen der wijzen (Latijn: lapis philosophorum) is een legendarische alchemistische substantie waarvan men geloofde dat men er gewone metalen in edelmetalen mee kon veranderen, met name in goud. De steen werd tevens beschouwd als heelmiddel bij alle kwalen (panacee) en als levensverlengend middel, in de Chinese (in tegenstelling tot de Europese) alchemie zelfs als middel tot onsterfelijkheid.
Traditioneel wordt het vinden van de steen der wijzen als het hoofddoel van de alchemie beschouwd. De transmutationele ('stof-omzettende') alchemie, was onderverdeeld in chryso-poëia (Grieks voor 'goud maken'), en argyro-poëia ('zilver maken'). Het totale productieproces dat moest resulteren in de Steen stond bekend als het 'Grote Werk' (Latijn: magnum opus). 
De benaming 'steen der wijzen' ontstond doordat alchemisten naar zichzelf verwezen als 'filosofen', zoals in de tekst Turba philosophorum. In alchemistische geschriften komen naast 'steen der wijzen' ook elixir (oorspronkelijk Arabisch) en rode tinctuur voor. Om hun teksten 'hermetisch' (ontoegankelijk) te maken gebruikten de alchimisten nog diverse andere verhullende termen, zoals 'basilisk', 'salamander' en 'kameleon'.
Ondanks de claims van alchemisten als Nicolas Flamel dat ze goud hadden gemaakt, is die mogelijkheid pas overtuigend aangetoond door Glenn Seaborg. In 1980 slaagde hij er met behulp van nucleaire technieken in op microscopische schaal van bismut goud te maken. 

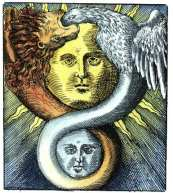
Alchemistische symbolen voor Zon en Maan

## Vervaardiging van de steen der wijzen
Aangezien transmutatie ('stof-omzetting') langs scheikundige weg feitelijk onmogelijk is, was er nooit sprake van een eenduidig recept in de alchemistische geschriften. Men gebruikte wel een min of meer gestandaardiseerde beeldspraak in de 'chryso-poëtische traktaten' (recepten voor het goud maken). Verder moet men zich bij 'recept' niet veel concreets voorstellen: diverse traktaten vermelden de inzet van een speciale oven (athanor), maar zonder bouwplan, handleiding of receptuur.
Alchemisten die de steen wilden maken konden ingrediënten betrekken uit allerlei materialen; toch waren er drie hoofdstromingen, achtereenvolgens zij die de steen dachten te vervaardigen uit:
1. kwik (mercurius)
2. natrium/salpeter
3. vitriool (zwavelzuur, vaak koper- of ijzersulfide)[4][5]

Om het alchemistisch bereidingsproces in gang te zetten gebruikte men een 'katalysator' (gangmaker): een 'specifieke' voor één materiaal (patricularium), en een 'universele', de steen der wijzen.

## Stadia van het Grote Werk
Het Grote Werk beslaat verschillende stadia, van het basale kook- en fermentatiestadium (nigredo) tot de productie van de witte tinctuur (albedo) tot de uiteindelijke productie van de rode tinctuur (rubedo). Per stadium zijn er diverse stappen, en het precieze aantal kan verschillen per bron. De invloedrijke Summa perfectionis van pseudo-Geber somt er acht op, genaamd modus sublimatio, descensio, distillatio, calcinatio, solutio, coagulatio, fixio en ceratio (Libri secundi). De Mirror of Alchymy van pseudo-Roger Bacon noemt echter twaalf: calcinatie, dissolutie, separatie, conjunctie, putrefactie, congelatie, cibatie, sublimatie, firmentatie, exaltatie, multiplicatie en projectie. 
Beknopt houden de gangbare stappen het volgende in:
1. Calcinatie (tot kalk branden of oxidatie)
2. Dissolutie (oplossen)
3. Separatie (scheiden)
4. Conjunctie (samenvoegen)
5. Fermentatie (gisten)
6. Distillatie (reiniging door verdamping)
7. Coagulatie (solidificatie)

De op die wijze verkregen materie wordt soms het filosofisch ei genoemd.
Nicolas Flamel (1330-1418) stelde de volgende 'vereenvoudigde' werkwijze voor:
- L’œuvre au noir, genoemd naar de zwarte kleur die de bereiding krijgt: het blakeren van het materiaal in het vuur om de onzuiverheden eruit te halen.
- L’œuvre au blanc, of 'petit-œuvre' (het kleine werk) is een ongekende bewerking die 'de Witte Steen' oplevert, die gewone metalen in zilver kan veranderen. Symbolisch voorgesteld door een boom die manen draagt.
- L'œuvre au rouge, of 'grand-œuvre' (het grote werk); hier hebben we evenmin informatie over; in deze fase transformeert de Witte Steen in de Steen der Wijzen, symbolisch door een 'zonneboom' voorgesteld.

Er zouden drie belangrijke etappes zijn in het vervaardigen van de steen der wijzen:
1. Eerst dient een ferment te worden geëxtraheerd, genaamd mercurium der filosofen (een hypothetische chemische stof)
2. Dit ferment laten reageren op goud en op zilver om twee supplementaire fermenten te verkrijgen.
3. Het met het goud gecreëerde ferment in een glas mengen met dat wat met zilver is gemaakt, samen met het mercurium en vervolgens luchtdicht afsluiten en aan de kook brengen.

## De Groene Leeuw en de Zon

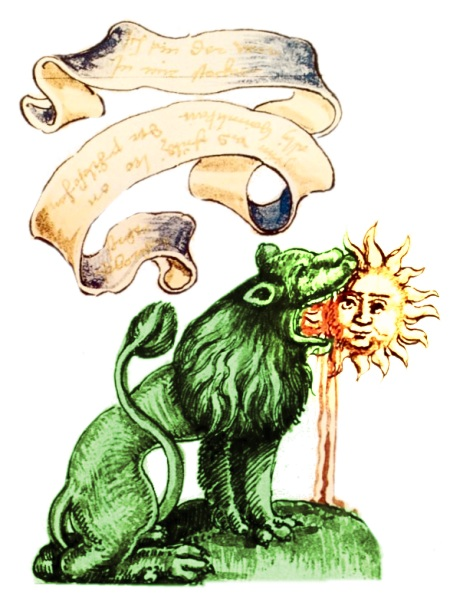
De groene leeuw en de zon

De opeenvolgende fasen van het alchemistisch proces worden ook beschreven als waargenomen veranderingen in kleur. Hierbij associeert de alchemist elke kleur en fase met een of meerdere dieren: zwart met Zwarte Kraai, Raaf of Pad; wit met Witte Zwaan of Witte Arend; groen met Groene Leeuw, enzovoort.
De "Groene Leeuw die de Zon verslindt" is een beroemd beeld in de alchemie. Hij wordt afgebeeld in vele manuscripten en gravures, en wordt in het algemeen gezien als koningswater (aqua regia) dat het zonnegoud ontbindt, waarbij een oplossing gevormd wordt die gewone metalen zou omzetten in goud. Uit gecodeerde documenten en tekeningen van Isaac Newton blijkt dat hij dacht dat de "Groene Leeuw die de zon eet" een sleutelrol had in het maken van de steen der wijzen, maar dat de tekening nog niet volledig was gedecodeerd.
De tekening waar Newton naar verwijst bestaat uit drie delen:
- De groene leeuw: In alchemie staat de groene leeuw voor zwavelzuur verkregen door de destillatie van de groene kristallen van ijzer(II)sulfaat in een kolf. Verder verwijst de tekening ook naar het gelijknamige sterrenbeeld waar Regulus de helderste ster is. Regulus is in alchemie ook het woord voor antimoon.
- De zon staat voor goud
- Het bloed staat voor Philosophic mercury: de groene leeuw zou uiteindelijk een zuur voorstellen dat uit een stof alles verwijdert, behalve goud.

## Doorwerking

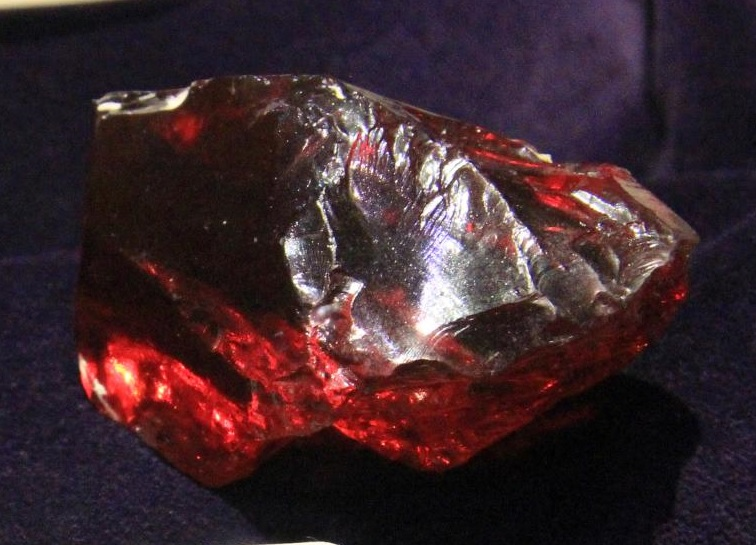
De steen uit Harry Potter en de Steen der Wijzen

- Het computerspel De Steen Der Wijzen uit 1984.
- In het verfilmde boek Harry Potter en de Steen der Wijzen van J.K. Rowling staat de steen in het middelpunt.
- Ook in het boek De Zwarte Baron van Annejoke Smids maakt de Steen een belangrijk deel van het verhaal uit, net als in Het Huis Anubis op Nickelodeon, waar hij gebruikt werd bij het maken van de heilige graal.
- In de anime/mangaserie Fullmetal Alchemist streven alle alchemisten naar het verkrijgen van de steen der wijzen om onmogelijke alchemie mogelijk te maken.
- In het boek Grimpow, het geheim der wijzen van Rafael Ábalos speelt de steen der wijzen een zeer belangrijke rol. Hierin staat hij symbool voor dát wat alles kan verklaren; de sleutel tot de geheimen van het heelal.
- In het spel Shadow of Memories speelt de steen een grote rol in de dood van de hoofdpersoon.
- De Indiase schrijver Deepak Chopra gebruikt de steen der wijzen in zijn boek De terugkeer van Merlijn als enige oplossing voor het verdrijven van het Grote Kwaad in de persoon van Mordred, bekend uit de legende van Arthur.
- De horrorfilm As Above, So Below 2014, In deze film is een ontdekkingsreiziger in de Catacomben van Parijs op zoek naar de steen der wijzen.
- In de roman Honderd jaar eenzaamheid van Nobelprijswinnaar Gabriel García Márquez is het hoofdpersonage via allerlei experimenten op zoek naar de steen der wijzen.